# Impasse Louvat
L'impasse Louvat est une voie du 14e arrondissement de Paris, en France.

## Situation et accès
L'impasse Louvat est une voie privée située dans le 14e arrondissement de Paris. Elle débute au 3, rue Sivel et se termine en impasse.

## Origine du nom

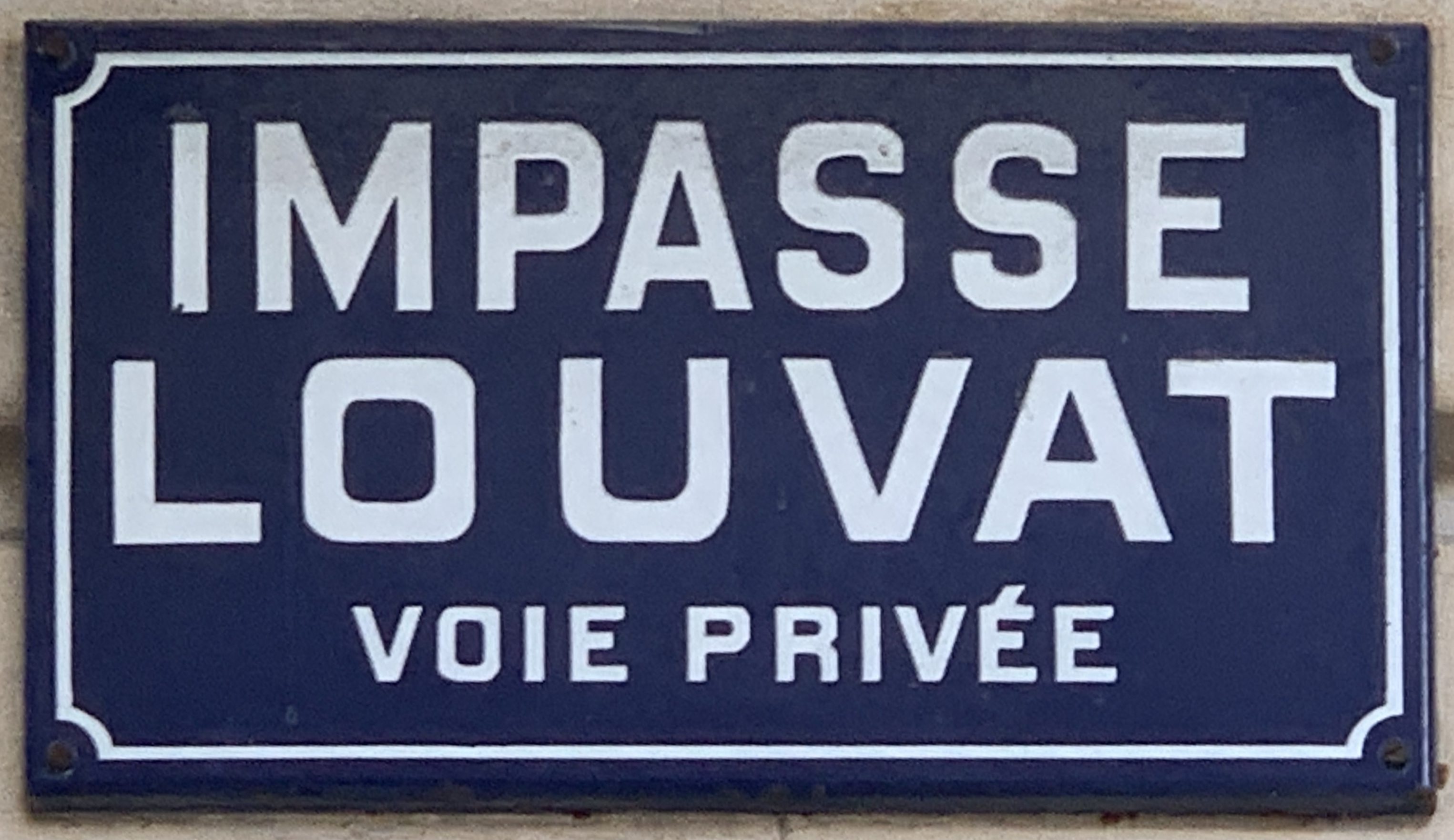
Plaque de l'impasse.

La rue tire son nom du propriétaire du terrain sur lequel la voie a été ouverte.

## Historique
Cette voie privée est ouverte par M. Louvat en 1897 sous sa dénomination actuelle.